# Патриарший совет по культуре
Патриа́рший сове́т по культу́ре — одно из синодальных учреждений Московского патриархата Русской православной церкви. Основан 5 марта 2010 года. 
В задачи совета входит осуществление диалога и взаимодействия с государственными учреждениями культуры, творческими союзами, общественными объединениями граждан, работающих в сфере культуры, и иными подобными организациями в странах канонического пространства Московского патриархата.
Решением Священного синода от 15 марта 2012 года (журнал № 3) включён в число синодальных учреждений Русской православной церкви.

## Состояние
Патриарший совет по культуре под председательством патриарха Московского и всея Руси образован решением Священного синода Русской православной церкви от 5 марта 2010 года.
Слушали:
Сообщение Святейшего Патриарха Московского и всея Руси Кирилла об образовании Патриаршего совета по культуре.
Постановили:
1. Образовать под председательством Патриарха Московского и всея Руси Патриарший совет по культуре, в компетенцию которого включить вопросы диалога и взаимодействия с государственными учреждениями культуры, творческими союзами, общественными объединениями граждан, работающих в сфере культуры, а также со спортивными и иными подобными организациями в странах канонического пространства Московского патриархата.
2. Ответственным секретарём Патриаршего совета по культуре назначить наместника Сретенского ставропигиального мужского монастыря г. Москвы архимандрита Тихона (Шевкунова).

3. На следующем заседании Священного синода принять положение о Патриаршем совете по культуре и сформировать его состав.
В компетенцию совета включены вопросы диалога и взаимодействия с государственными учреждениями культуры, творческими союзами, общественными объединениями граждан, работающих в сфере культуры, а также со спортивными и иными подобными организациями в странах канонического пространства Московского патриархата.
Ответственным секретарём Патриаршего совета по культуре назначен наместник Сретенского монастыря г. Москвы архимандрит Тихон (Шевкунов).
Положение о Патриаршем совете по культуре утверждено решением Священного синода от 31 мая 2010 года (журнал № 46). Решением Синода от 31 мая 2010 года при Патриаршем совете образована также Комиссия по взаимодействию Русской православной церкви с музейным сообществом (журнал № 47).
24 декабря 2015 года решением Священного синода Русской православной церкви была учреждена Патриаршая комиссия по вопросам физической культуры и спорта , в ведение которой отошло взаимодействие со спортивными организациями.
Решением Священного Синода от 15 июля 2016 г. (журнал № 57) Патриарший совет по культуре реорганизован в религиозную организацию «Патриарший совет по культуре» (со статусом синодального отдела), утвержден устав организации; председателем Совета назначен епископ Егорьевский Тихон (ранее — ответственный секретарь Совета; с 2023 г. — митрополит Симферопольский и Крымский), заместителем председателя — иеромонах Павел (Щербачёв), насельник Сретенского мужского монастыря (журнал № 57).

## Состав совета

### Члены Патриаршего совета по культуре
Священный синод решением от 26 июля 2010 года утвердил состав Патриаршего совета по культуре (журнал № 77).
1. Патриарх Московский и всея Руси Кирилл — председательствующий
2. Митрополит Берлинский и Германский Марк (Арндт), первый заместитель председателя Архиерейского Синода Русской Православной Церкви Заграницей
3. Митрополит Тульчинский и Брацлавский Ионафан (Елецких)
4. митрополит Будапештский и Венгерский Иларион (Алфеев)
5. митрополит Симферопольский и Крымский Тихон (Шевкунов), председатель Патриаршего совета по культуре (на правах синодального отдела), ответственный секретарь заседания
6. епископ Бобруйский и Быховский Серафим (Белоножко), председатель Синодального отдела по взаимоотношениям Церкви и общества Белорусского экзархата
7. Иерей Владислав Мишин, настоятель храма свт. Мартина Исповедника в Алексеевской Новой Слободе г. Москвы, и. о. председателя Экспертного совета по церковному искусству, архитектуре и реставрации, и. о. епархиального древлехранителя Московской епархии
8. Бурляев, Николай Петрович, народный артист РФ, актер театра и кино, кинорежиссер, президент Международного кинофорума славянских и православных народов «Золотой витязь»
9. Варламов, Алексей Николаевич, доктор филологических наук, писатель, публицист, историк русской литературы, ректор Литературного института им. А. М. Горького, член Совета при Президенте РФ по культуре и искусству
10. Васильева, Ольга Юрьевна, доктор исторических наук, профессор, действительный государственный советник РФ 2-го класса, специалист по новейшей истории Русской Православной Церкви, религиовед, министр просвещения РФ в 2018—2020 гг.
11. Водолазкин, Евгений Германович, доктор филологических наук, литературовед, писатель, член Совета при Президенте РФ по культуре и искусству
12. Вяземский, Юрий Павлович, кандидат исторических наук, профессор, заслуженный работник культуры РФ, писатель, телеведущий, заведующий кафедрой мировой литературы и культуры факультета международной журналистики Московского государственного института международных отношений Министерства иностранных дел РФ
13. Гагарина, Елена Юрьевна, кандидат искусствоведения, заслуженный работник культуры РФ, искусствовед, генеральный директор Государственного историко-культурного музея-заповедника «Московский Кремль»
14. Захарченко, Виктор Гаврилович, народный артист РСФСР, хоровой дирижер, композитор, исследователь народной песни, генеральный директор Государственного академического Кубанского казачьего хора
15. Илькаев, Радий Иванович, действительный член Российской академии наук, заслуженный деятель науки РФ, физик, почетный научный руководитель Российского федерального ядерного центра — Всероссийского научно-исследовательского института экспериментальной физики
16. Карпов, Сергей Павлович, действительный член Российской академии наук, историк, президент исторического факультета Московского государственного университета им. М. В. Ломоносова, заведующий кафедрой истории Средних веков
17. Кехман, Владимир Абрамович, генеральный директор МХАТ им. М. Горького
18. Кублановский, Юрий Михайлович, поэт, эссеист, публицист, критик, искусствовед, сопредседатель Союза российских писателей
19. Легойда, Владимир Романович, кандидат политических наук, профессор, председатель Синодального отдела по взаимоотношениям Церкви с обществом и СМИ, врио руководителя Пресс-службы Патриарха Московского и всея Руси, главный редактор журнала «Фома»
20. Лиепа, Андрис Марисович, народный артист РФ, солист балета, режиссер театра, продюсер
21. Мазуров, Алексей Борисович, доктор исторических наук, профессор, археолог, президент Государственного социально-гуманитарного университета, ректор Свято-Филаретовского православно-христианского института
22. Нарочницкая, Наталия Алексеевна, доктор исторических наук, историк, политолог, руководитель Европейского института демократии и сотрудничества (Париж), президент Фонда изучения исторической перспективы
23. Нестеренко, Василий Игоревич, народный художник РФ, действительный член Российской академии художеств
24. Пузаков, Алексей Александрович, заслуженный артист РФ, художественный руководитель и главный дирижер Московского синодального хора
25. Рахманина, Любовь Тимофеевна, руководитель Национальной школы балета г. Хельсинки
26. Рыбников, Алексей Львович, народный артист РФ, композитор, сопредседатель Общероссийской общественной организации «Российский музыкальный союз», художественный руководитель Московской государственной творческой мастерской
27. Соколов Александр Сергеевич, доктор искусствоведения, профессор, заслуженный деятель искусств РФ, музыковед, ректор Московской государственной консерватории им. П. И. Чайковского, председатель Совета ректоров консерваторий государств — участников СНГ, министр культуры и массовых коммуникаций РФ в 2004—2008 гг.
28. Спиваков, Владимир Теодорович, народный артист СССР, дирижер, скрипач, художественный руководитель и главный дирижер Национального филармонического оркестра России и Государственного камерного оркестра «Виртуозы Москвы», президент Московского международного дома музыки, член Совета при Президенте РФ по культуре и искусству
29. Ткач, Олег Поликарпович, член Комитета Совета Федерации по экономической политике, секретарь Общества русской словесности
30. Толочко, Пётр Петрович, действительный член Национальной академии наук Украины, иностранный член Российской академии наук, историк, археолог, почетный директор Института археологии НАН Украины
31. Тухманов, Давид Фёдорович, народный артист РФ, композитор
32. Хотиненко, Владимир Иванович, народный артист РФ, кинорежиссер, актер, сценарист, профессор кафедры режиссуры Всероссийского государственного университета кинематографии им. С. А. Герасимова
33. Шаргунов, Сергей Александрович, писатель, журналист, заместитель председателя Комитета Государственной Думы по культуре, главный редактор журнала «Юность»
34. Швидковский, Дмитрий Олегович, доктор искусствоведения, профессор, заслуженный деятель искусств РФ, президент Российской академии архитектуры и строительных наук, историк архитектуры, ректор Московского архитектурного института, вице-президент Российской академии художеств
35. Шумаков, Сергей Леонидович, кандидат искусствоведения, медиаменеджер, продюсер кино и телевидения, кинокритик, режиссер, заместитель генерального директора Всероссийской государственной телевизионной и радиовещательной компании, директор и главный редактор телевизионного канала «Культура»
36. Ямпольская, Елена Александровна, журналист, писатель, театральный критик, председатель Комитета Государственной Думы по культуре, член Совета при Президенте РФ по культуре и искусству

### Почётные члены Патриаршего совета по культуре
1. Боков Андрей Владимирович, президент Союза архитекторов России
2. Ганичев Валерий Николаевич, председатель правления Союза писателей России (умер в 2018 году)
3. Ковальчук Андрей Николаевич, председатель Союза художников России, народный художник России, член президиума Российской академии художеств
4. Кудрявцев Александр Петрович, президент Российской академии архитектуры и строительных наук, профессор, кандидат архитектуры, заслуженный архитектор РФ
5. Михалков Никита Сергеевич, народный артист России, председатель Союза кинематографистов России
6. Церетели Зураб Константинович, народный художник СССР, президент Российской академии художеств